# Стальная каска образца 1936 года (Болгария)

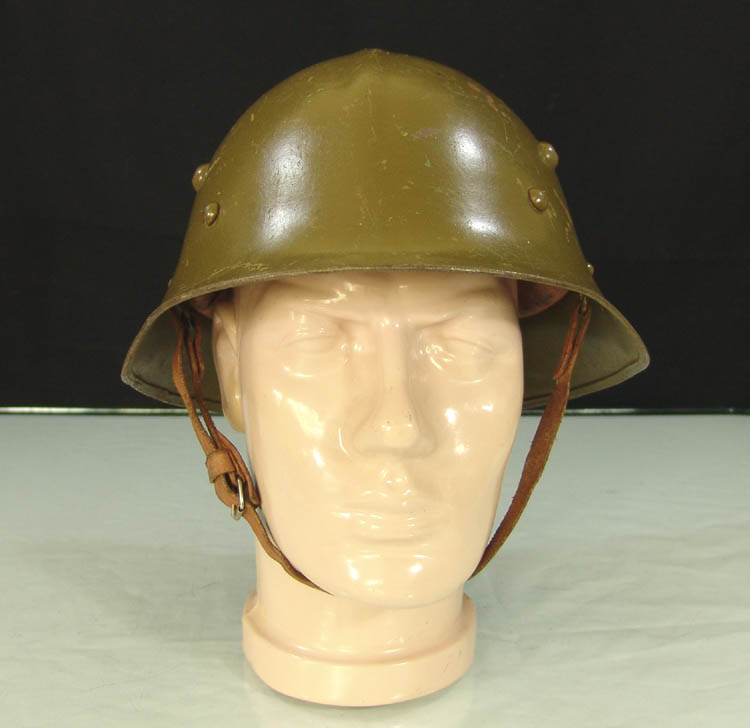
каска обр. 1936 года первых лет выпуска

Стальная каска образца 1936 года - общевойсковая стальная каска вооружённых сил Болгарии.

## История
После того, как в октябре 1915 года Болгария вступила в первую мировую войну на стороне Центральных держав, в 1915—1918 гг. Германия передала болгарской армии большое количество немецкой полевой формы и стальные каски обр. 1916 года. Освоить их производство на Софийском арсенале не получилось, поскольку было установлено, что имеющееся в наличие оборудование для этого не подходит.
После войны немецкие каски остались на вооружении болгарской армии, но в начале 1935 года министерство обороны Болгарии начало проектирование нового шлема, который должен был обеспечить лучшую защиту головы военнослужащих за счёт более округлой формы. Кожаный подшлемник и ремень для нового шлема без изменений взяли у немецкого шлема обр. 1916 года.
В конце 1935 года в Германии был куплен мощный пресс с матрицей для штамповки шлемов, который установили на военной фабрике в городе Казанлык. 
В 1936 году стальная каска обр. 1936 года была официально принята на вооружение болгарской армии. Новые каски начали поступать в войска с начала 1937 года (однако немецкие каски также продолжали использовать в резервных частях).
Отладка и совершенствование технологии производства каски продолжалось после начала её серийного производства, и в результате в 1939 году был разработан и утверждён стандартизованный образец каски.
1 марта 1941 в Вене были подписаны документы о присоединении Болгарии к пакту «Рим — Берлин — Токио». Поскольку собственное производство не обеспечивало потребности Болгарии в стальных шлемах, в 1942 - 1944 гг. в вооружённых силах и полицейских формированиях Болгарии использовали некоторое количество полученных из Германии немецких шлемов Stahlhelm M35, а парашютно-десантный батальон ВВС Болгарии - шлемы Fallschirmjägerhelm M38.
После перехода Болгарии на сторону Антигитлеровской коалиции 9 сентября 1944 года и начала боевых действий против немецких войск использование шлемов немецкого образца было прекращено, каски болгарского образца с 1945 года получили спереди изображение маленькой красной пятиконечной звезды.
В конце 1940-х - начале 1950-х годов стальные каски обр. 1936 года первых лет выпуска прекратили использовать, были оставлены только стандартизованные каски выпуска после 1939 года.
В начале 1950-х годов началась разработка нового шлема, который имел внешнее сходство с итальянским Elmetto Mod. 33 и советским СШ-40, но находившиеся в войсках каски обр. 1936 года собой не заменил.
В конце 1960-х – начале 1970-х годов для Болгарской Народной Армии были разработаны новые образцы военной формы и снаряжения, в 1971 году в войска начала поступать новая военная униформа и стальные каски обр. 1972 года, однако каски обр. 1936 года продолжали использовать и в дальнейшем.
В 1987 году пресс для изготовления шлемов обр. 1936 года был демонтирован и сдан в металлолом.
В 1989 году на каски прекратили наносить красные звёзды, на некоторое количество касок через трафарет было нанесено изображение жёлтого геральдического льва, но поскольку такое изображение способствовало демаскировке военнослужащих, от подобной практики отказались.
В связи с сокращением вооружённых сил Болгарии после 1989 года некоторое количество касок обр. 1936 года было распродано в 1990-е годы, но они использовались в войсках и оставались на складах мобилизационного резерва по меньшей мере до начала 2000-х годов.

## Описание
Каска массой 1200 грамм изготавливалась из стали, окрашивалась масляной краской в тёмно-зелёный цвет и комплектовалась кожаным подшлемником и кожаным ремнём. В дальнейшем, к каске был разработан матерчатый маскировочный чехол.

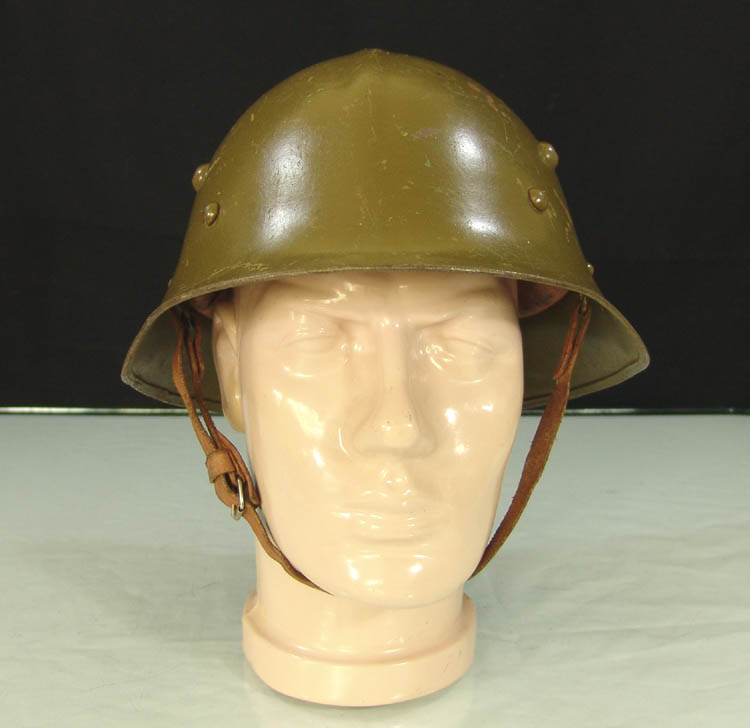
M36 Helmet type A front
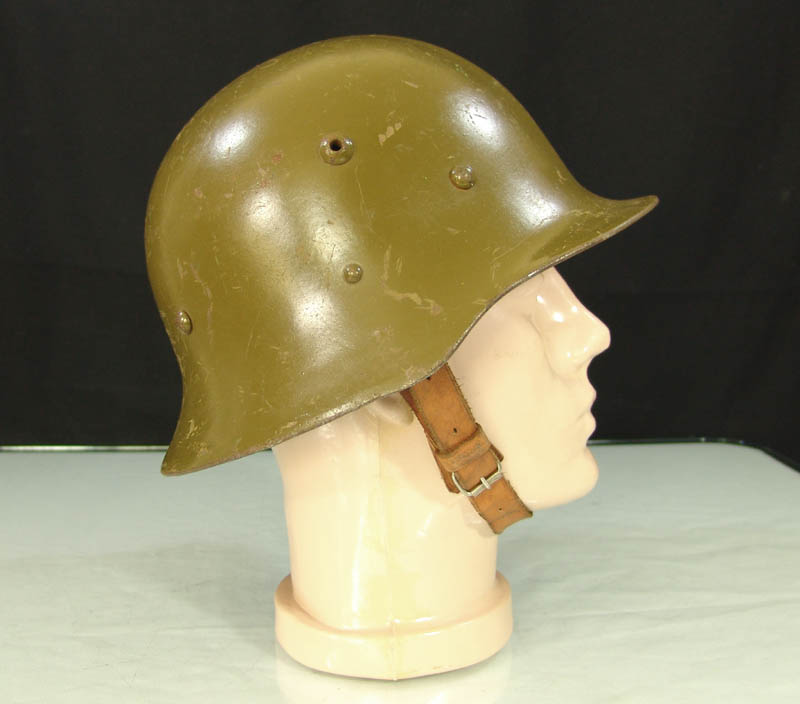
M36 Helmet type A side
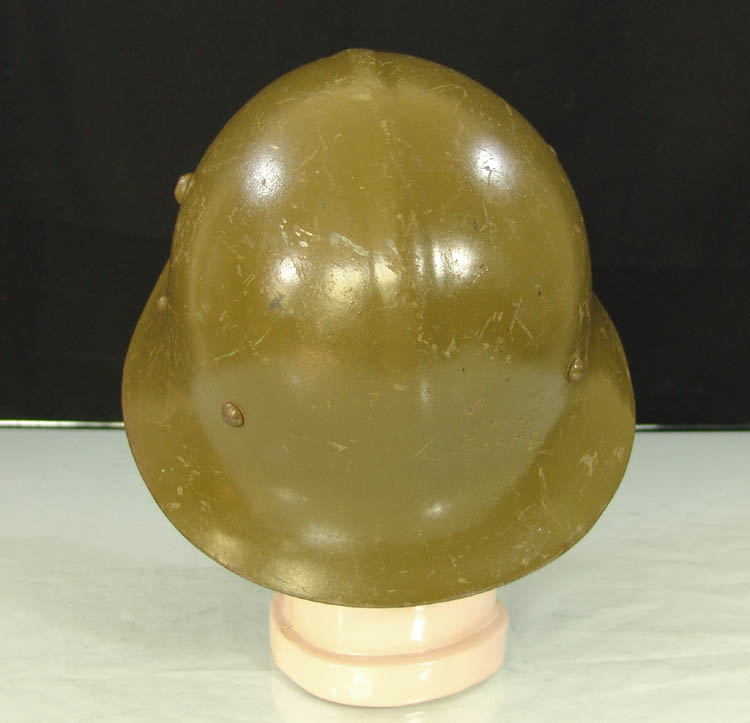
M36 Helmet type A rear
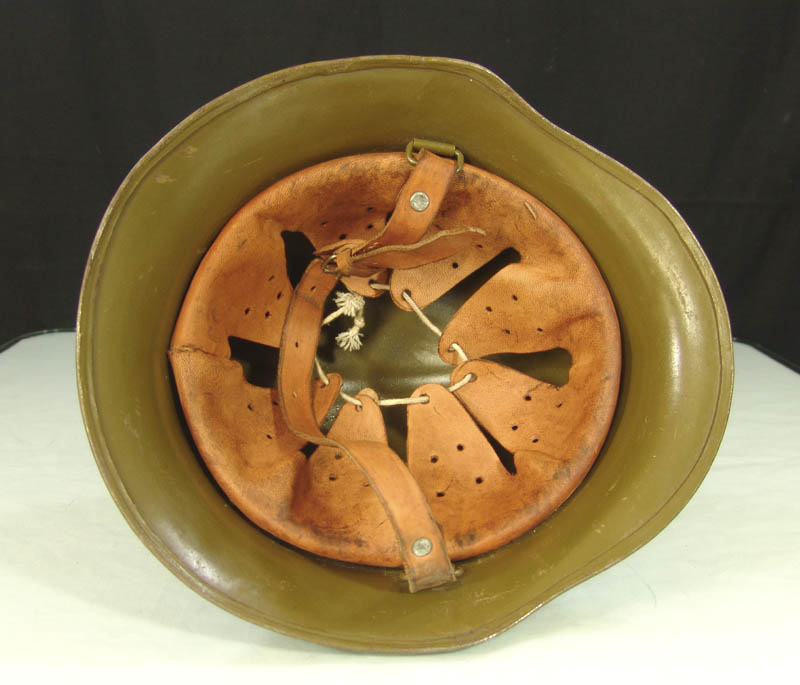
M36 Helmet type A inside
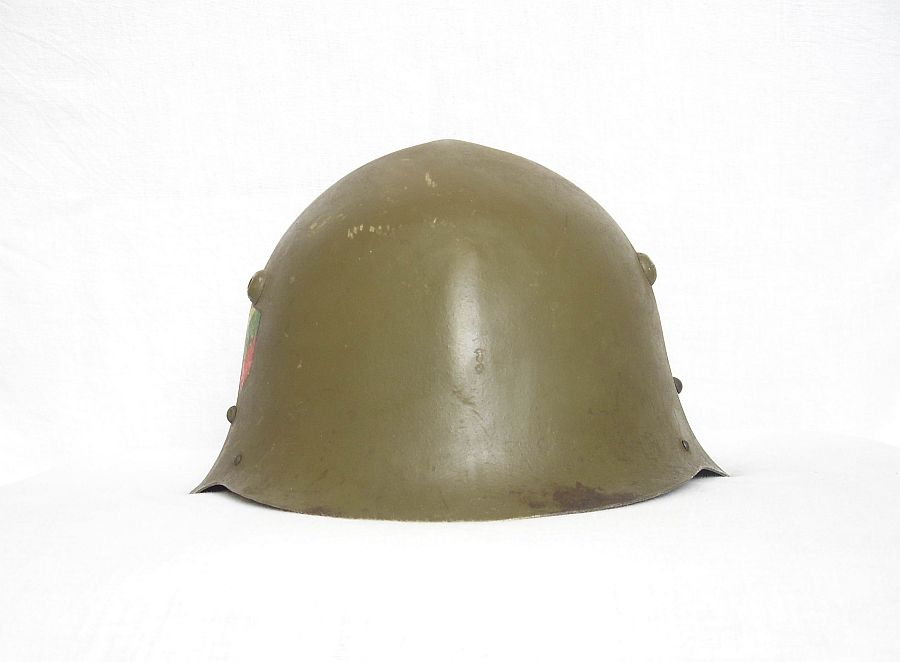
M36 Helmet type C front
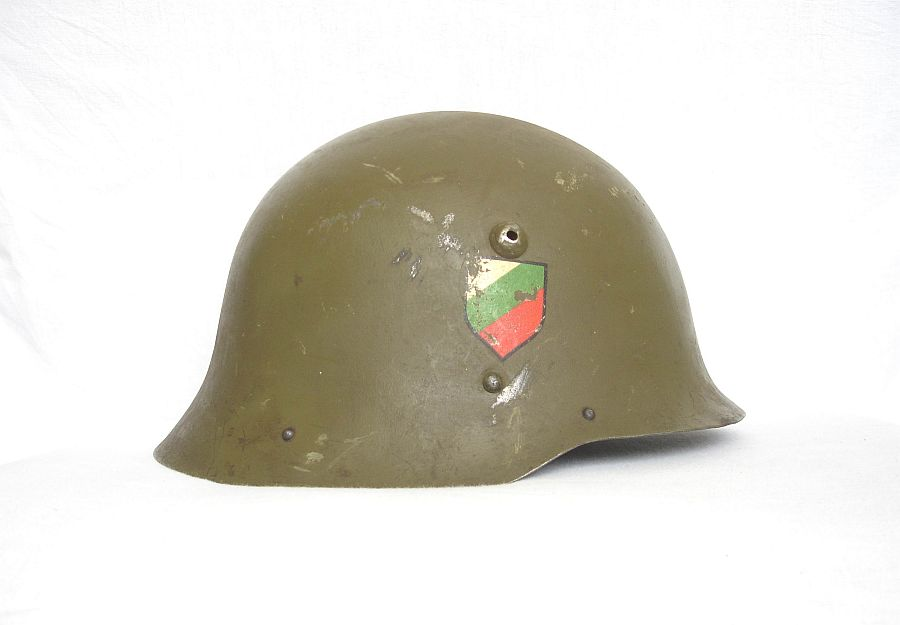
M36 Helmet type C side
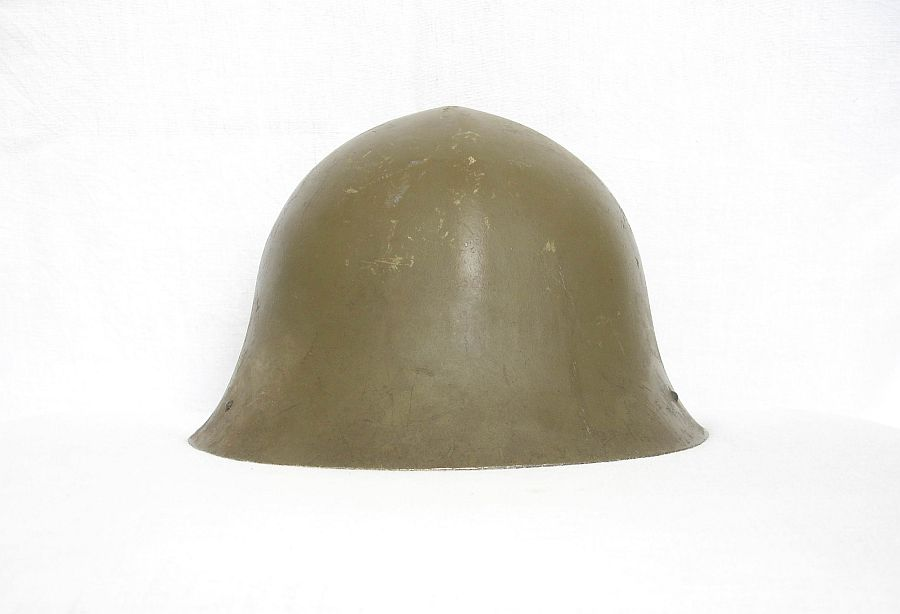
M36 Helmet type C rear
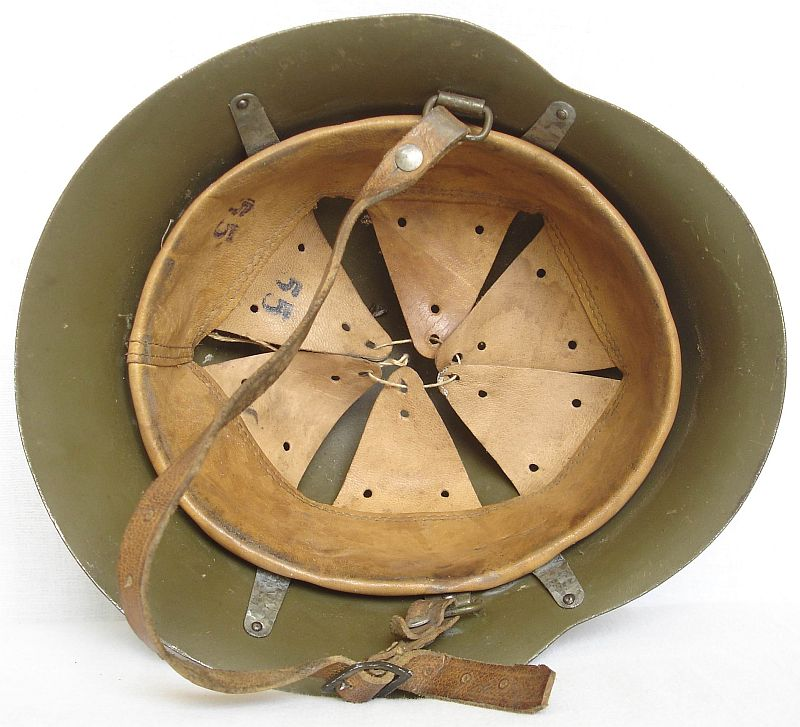
M36 Helmet type C inside